# Милан Ж. Трајковић
Милан Ж. Трајковић (Лесковац, СФР Југославија, 9. децембар 1989) српски је историчар који живи у Нишу.

## Биографија
Основну школу „Трајко Стаменковић“ и Гимназију, као и Туристичко–угоститељску школу, смер Туристички техничар завршио је у Лесковцу. Као гимназијалац учествовао је два пута у средњешколском такмичењу „Сусрети с прошлошћу“ у организацији младих истраживача Србије, Удружења за друштвену историју – EUROCLIO EUSTORY – History Network for Young Europeans, KӦRBER STIFTUNG из Хамбурга, где је са својим радом „Прва жена писац позоришних комедија у Лесковцу“ ушао у круг победника и добио Диплому чиме је стекао могућност одласка на академије у Берлину (Немачка), Санкт Петербургу (Русија) или у Тромзоу (Норвешка). Са првим радом „Наше стварање – књижевно огледало Лесковца (1953 – 1963)“ са којим је учествовао на овом такмичењу ушао је у финални избор.
Школске 2008/2009. године уписао је на Филозофском факултету у Нишу Департман за Историју. На пријемном испиту освојио је прво место. Дипломирао је 2012. године код професора др Зорана Ђорђевића на тему „Политичке прилике у Лесковцу од 1900. до 1914. године“ са оценом 10. Исте, 2012. године уписао је мастер студије на Филозофском факултету у Нишу, а ментор на овим студијама био му је професор др Славиша Недељковић. Мастер рад на тему „Оружани сукоби српских и бугарских чета на простору Старе Србије од 1904. до 1908. године“ одбранио је 2015. године са оценом 10. Истраживања за ову тему је спровео у Архивима Лесковца, Врања и Државним архивима у Скопљу и Софији. Комисију за одбрану мастер рада сачињавали су професори др Сузана Рајић са Филозофског факултета у Београду, др Славиша Недељковић и др Божица Младеновић. Студије Историје завршио је са просечном оценом 8,91.

## Научно-истраживачки рад
Научно-истраживачким радом почео је да се бави у току студирања. У другој години студија издао је књигу под називом „Наталија Арсеновић Драгомировић“, а 2010. године учествовао је на научном скупу „Културно – историјска баштина југа Србије XIII“ са радом „Прилози за биографију проте Драгутина М. Ђорђевића“. Са темом „Бугарска пропаганда у јужним деловима Старе Србије уочи Првог светског рата“ учествовао је на научном скупу „Културно – историјска баштина југа Србија XV“. Филозофски факултет у Нишу је 2014. године организовао научни скуп са међународним учешћем под заједничким радним називом „Наука и савремени универзитет 4“, а тему коју је излагао носила је назив „Деловање ВМРО у Кумановској кази Скопског санџака 1904/1905. године“. На следећем научном скупу са међународним учешћем под заједничким радним називом „Наука и савремени универзитет 5“ прочитао је свој рад на тему „Вардарска долина – јабука раздора између Срба и Бугара 1885 - 1903“. Своје радове објављује у „Лесковачком зборнику“, зборнику радова у издању Народног музеја у Лесковцу. Опсег његовог интересовања јесте Национална и општа историја од 1804. до 1918. године. Под окриљем Матице српске група наших еминентних историчара и научних радника, окупљена око идеје Александра Форишковића, подухватила се великог и веома важног посла на изради Српског биографског речника. Радом на Српском биографском речнику до смрти у јуну 2012. године руководио је академик Чедомир Попов. Позив за овај посао добио је и Милан Трајковић, те убрзо постаје сарадник Матице Српске из Новог Сада. Своје историјске чланке о прошлости Лесковца у краћој форми објављивао је  на интернет порталима Југмедија, Југпрес, Дневник Југа, Мој град Лесковац, Вести и Огласи Југа, Медија Центар 016. Праунук је лесковачког свештеника протојереја ставрофора Драгутина М. Ђорђевића и унук првог радника Историјског Архива Милана Ђорђевића.

## Списак научних и стручних радова
- Милан Ж. Трајковић, Наталија Арсеновић Драгомировић, Лесковац, 2010.
- Милан Ж. Трајковић, План објекта здравствено – рекреативног туризма среза Лесковац 1966. године, Лесковачки зборник L, Лесковац, 2010, 363 – 372.
- Милан Ж. Трајковић, Прилози за биографију проте Драгутина М. Ђорђевића, Лесковачки зборник LI, Лесковац, 2011, 395 – 404.
- Милан Ж. Трајковић, Наше стварање – књижевно огледало Лесковца (1953—1963), Лесковачки зборник LII, Лесковац, 2012, 261 – 274.
- Милан Ж. Трајковић, Знаменити Лесковчани XIX века у делима академика Владимира Стојанчевића, Лесковачки зборник LIV, Лесковац, 2014, 113 – 124.
- Милан Ж. Трајковић, Бугарска пропаганда у јужним деловима Старе Србије уочи Првог светског рата, Лесковачки зборник LV, Лесковац, 2015, 35 – 48.
- Милан Ж. Трајковић, Деловање ВМРО у Кумановској кази Скопског санџака 1904/1905. године, НИСУН 4, Држава, демократизација и култура мира, тематски зборник радова, Ниш, 2015, 81 – 92.
- Милан Ж. Трајковић, Вардарска долина - „јабука раздора између Срба и Бугара“ 1885 – 1903., Лесковачки зборник LVIII, Лесковац, 2018, 99 – 110.